# Savoia di Lucania
Savoia di Lucania község (comune) Olaszország Basilicata régiójában, Potenza megyében.

## Fekvése
A megye keleti részén fekszik. Határai: Caggiano, Picerno, Sant’Angelo Le Fratte, Satriano di Lucania, Tito és Vietri di Potenza.

## Története
A település első említése 1130-ból származik. 

## Népessége
A népesség számának alakulása:

## Főbb látnivalói
- San Nicola di Bari-templom
- Santa Maria-templom
- Santissima Annunziata-templom
- Santa Lucia-templom